# Mompha felisae
Mompha felisae é uma espécie de mariposa do gênero Mompha pertencente à família Coleophoridae.